# Роберто Каммарелле
Роберто Каммарелле  (італ. Roberto Cammarelle, 30 липня 1980) — італійський боксер, олімпійський чемпіон, призер Олімпійських ігор, дворазовий чемпіон світу, призер чемпіонатів світу і Європи, неодноразовий переможець першості Європейського Союзу.

## Аматорська кар'єра
Роберто захопився боксом з 11 років.
З 16 років входив до складу юнацької збірної Італії.
З 2000 року Каммарелле був членом команди Fiamme Oro — спортивної команди державної поліції (італ. Polizia di Stato).
2000 року вперше ввійшов до складу національної збірної Італії на чемпіонаті Європи, де в категорії до 91 кг програв перший бій угорцю Емілу Гарай — 4-8.
2002 року на чемпіонаті Європи в категорії понад 91 кг послідовно переміг Петера Якура (Словаччина), Гагу Болквадзе (Грузія), Артема Царікова (Україна) та вийшов у фінал, де поступився Олександру Повєткіну (Росія) — 16-20, і отримав срібну медаль. 
Через два роки на чемпіонаті Європи історія повторилася: Каммарелле переміг чотирьох суперників, але у фіналі поступився Повєткіну — 26-30. 
На Олімпійських іграх 2004 у півфіналі Повєткін втретє перетнув дорогу Каммарелле: італієць програв — 19-31 і отримав бронзову нагороду. 
На своєму першому чемпіонаті світу 2005 Роберто дійшов до півфіналу, в якому програв Роману Романчуку (Росія) — 27-34 і здобув бронзу. 
На чемпіонаті Європи 2006 Каммарелле у чвертьфіналі програв Ісламу Тимурзієву (Росія). 
На чемпіонаті світу 2007 у 1/8 фіналу Каммарелле здолав Кубрата Пулєва (Болгарія) — 12-5 і після відмови від бою у чвертьфіналі британця Девіда Прайса, а у півфіналі Іслама Тимурзієва (Росія), вийшов до фіналу, де переміг В'ячеслава Глазкова (Україна) — 24-14 і став чемпіоном світу.  
На Олімпійських іграх 2008 Каммарелле став олімпійським чемпіоном, просто знищуючи своїх суперників.
- У 1/8 переміг Марко Томасовіча (Хорватія) — 13-1
- У чвертьфіналі переміг Оскара Ріваса (Колумбія) — 9-5
- У півфіналі достроково нокаутом переміг Девіда Прайса (Велика Британія)
- У фіналі достроково технічним нокаутом переміг Чжана Чжілей (Китай)

На чемпіонаті світу 2009 в рідному Мілані Каммарелле став чемпіоном світу вдруге. На шляху до золотої медалі він переміг Майкла Хантера (США), Рока Урбанса (Словенія), Кубрата Пулєва (Болгарія), Віктора Зуєва (Білорусь) і в фіналі Романа Капітоненко (Україна).
На чемпіонаті Європи 2010 Каммарелле несподівано у чвертьфіналі програв 3-6 росіянину Сергію Кузьміну, який потім і став чемпіоном.
Наступного року на чемпіонаті Європи Каммарелле виступив набагато краще. Він переміг Віктора Зуєва (Білорусь), Тоні Йока (Франція), Іштвана Бернаша (Угорщина), Міхая Ністора (Румунія), а в фіналі програв Магомеду Омарову (Росія) і здобув срібну медаль.
На Олімпійських іграх 2012 Каммарелле дійшов до фіналу.
- У 1/8 фіналу переміг Кастильйо Переа (Еквадор) — 18-10
- У чвертьфіналі переміг Магомеда Арджауї (Марокко) — 12-11
- У півфіналі переміг Магомедрасула Маджидова (Азербайджан) — 13-12

- У фіналі в рівному бою Роберто поступився Ентоні Джошуа (Велика Британія) — 18-18(+)

2013 року на чемпіонаті світу Роберто здолав Тоні Йока (Франція), Саллаха Мухамеда (Швеція), Філіпа Хрговича (Хорватія), а в півфіналі програв Магомедрасулу Маджидову і отримав бронзову нагороду.
Завершив виступи Каммарелле 2016 року.

### Виступи на Олімпіадах
| Олімпіада   | Дисципліна         | Місце |
| ----------- | ------------------ | ----- |
| Афіни 2004  | надважка категорія | 3     |
| Пекін 2008  | надважка категорія | 1     |
| Лондон 2012 | надважка категорія | 2     |